# Paul Deschanel
Paul Eugène Louis Deschanel (phát âm tiếng Pháp: [pɔl deʃanɛl], 13 tháng 2 năm 1855, Schaerbeek - 28 tháng 4 năm 1922) là một chính khách người Pháp. Ông làm Tổng thống Pháp từ ngày 18 tháng 2 đến ngày 21 tháng 9 năm 1920.

## Tiểu sử
Paul Deschanel, con trai của Émile Deschanel (1819-1904), giáo sư tại Collège de France và thượng nghị sĩ, sinh ra ở Brussels, nơi cha ông sống lưu vong (1851-1859), do sự phản đối của ông đối với Napoleon III. 1] Ông là một trong hai vị Tổng thống Pháp (Valéry Giscard d'Estaing) sinh ra bên ngoài nước Pháp (Deschanel ở Bỉ, Giscard ở Koblenz, Đức).

## Học vấn
Paul Deschanel học luật, và bắt đầu sự nghiệp của mình như thư ký của Deshayes de Marcère (1876) và Jules Simon (1876-1877). Tháng 10 năm 1885, ông được bầu làm phó cho Eure-et-Loir. Từ lần đầu tiên, ông ta đã có một vị trí quan trọng trong buồng, là một trong những nhà hùng biện nổi bật nhất của đảng Cộng hòa tiến bộ. Tháng 1 năm 1896, ông được bầu làm phó chủ tịch hội đồng, và từ đó trở đi đấu tranh chống lại người trái, không chỉ tại Quốc hội, mà còn trong các cuộc họp công cộng khắp nước Pháp.
Các địa chỉ của ông tại Marseille vào ngày 26 tháng 10 năm 1896 tại Carmaux ngày 27 tháng 12 năm 1896, và ở Roubaix ngày 10 tháng 4 năm 1897 là những thành tựu của việc trình bày rõ ràng và hùng biện các mục tiêu chính trị và xã hội của đảng Tiến bộ.